# Constantin Brâncuși

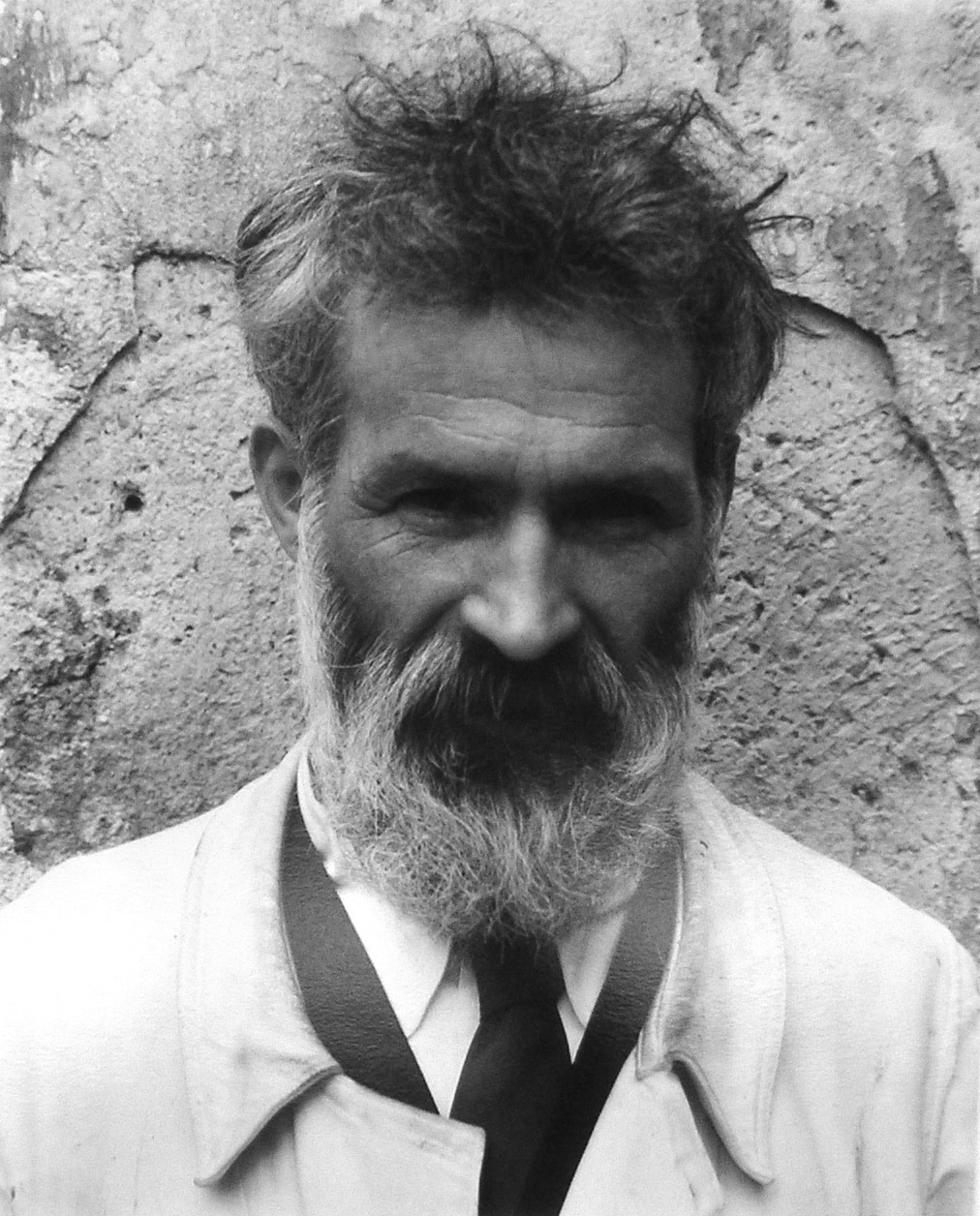
Constantin Brâncuși, 1922. Foto: Edward Steichen

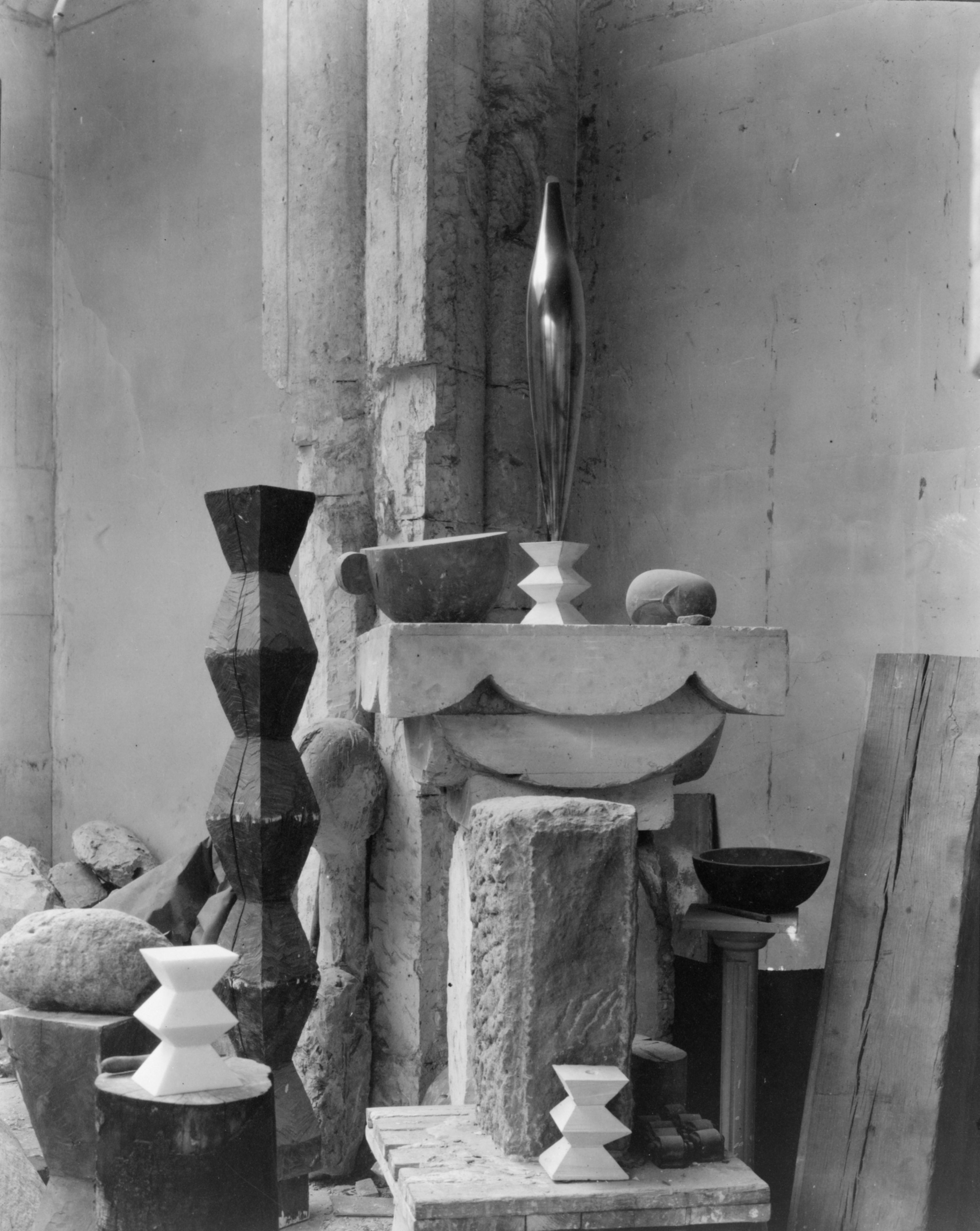
Atelier van Constantin Brâncuși, 1922

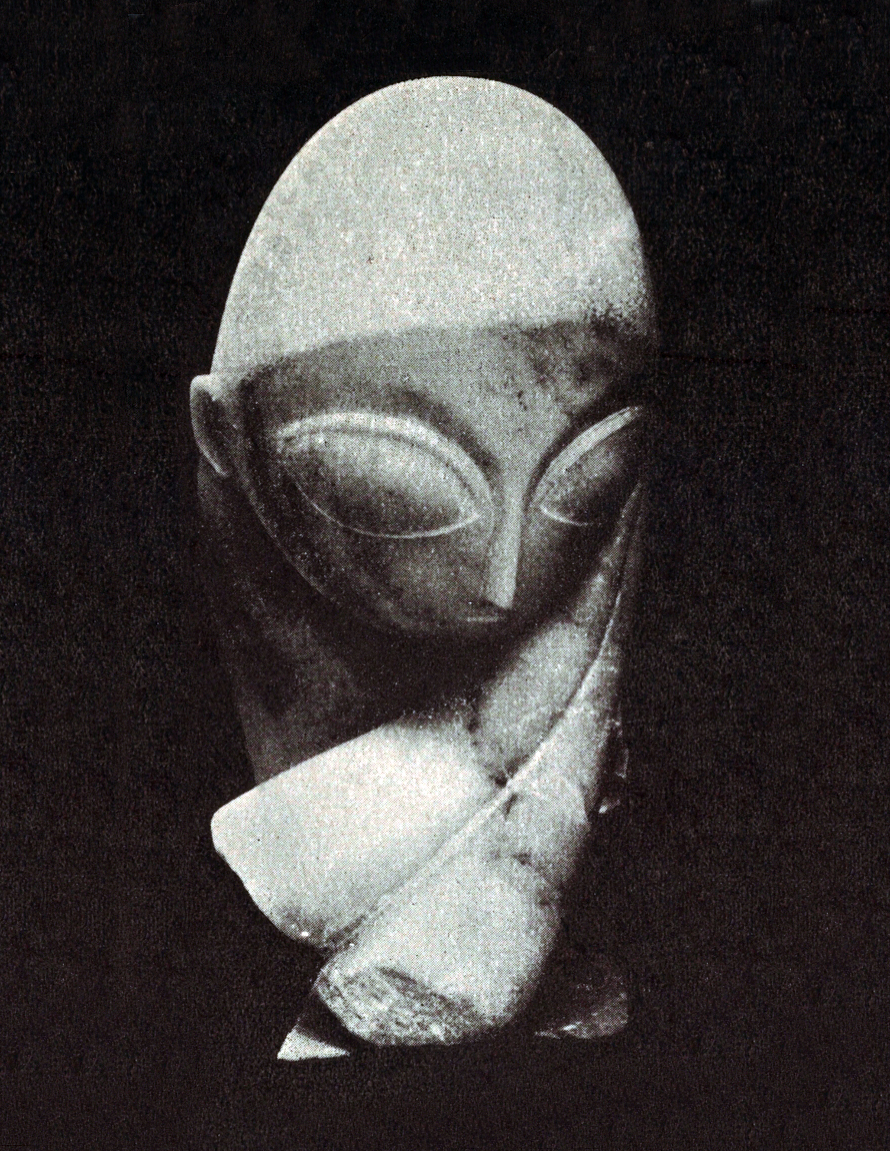
Portret van mlle Pogany, 1912

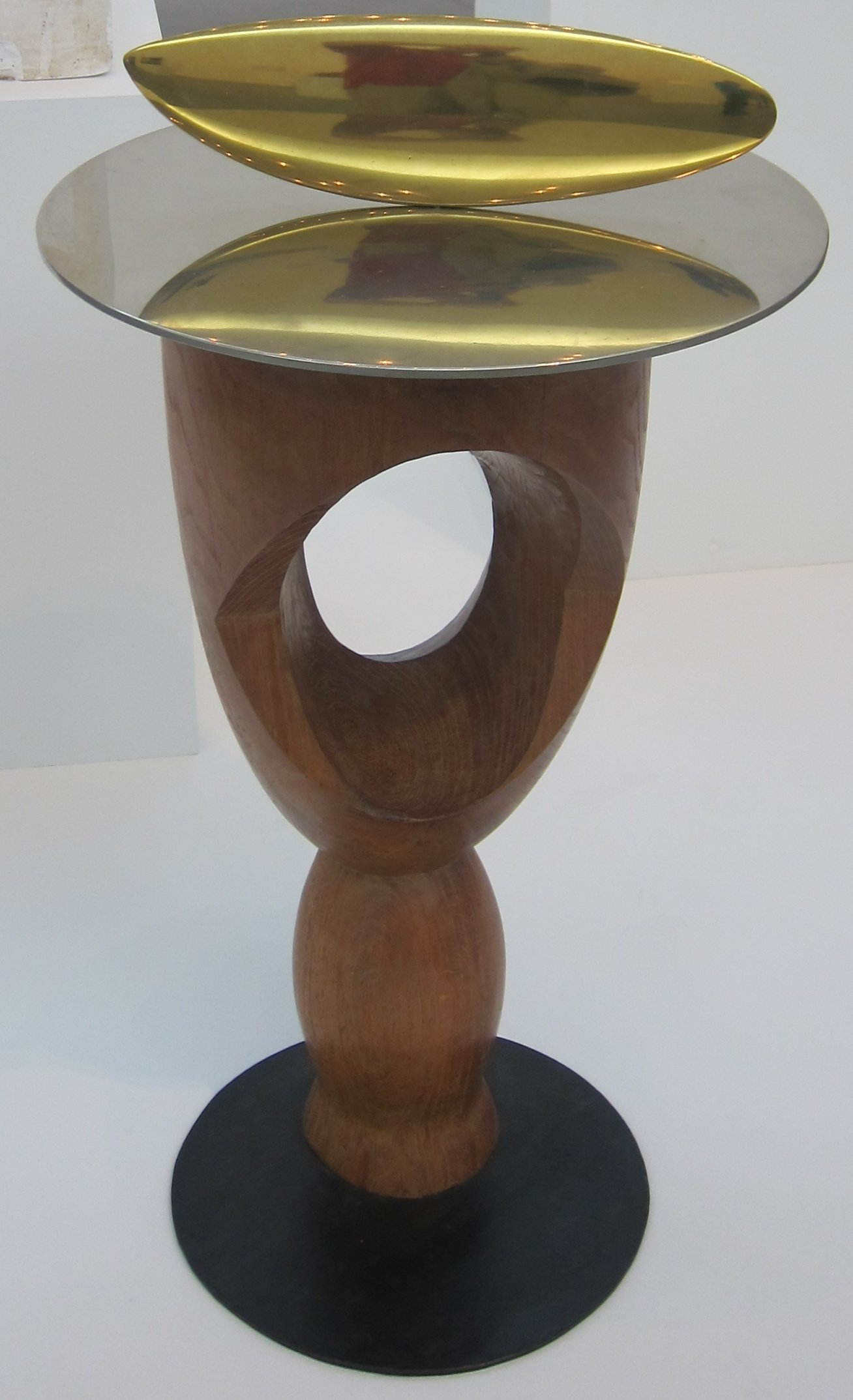
Vis, 1926 (Londen, Tate Modern)

Constantin Brâncuși (uitspraak: [konstanˈtin brɨŋˈkuʃʲ]) (Hobița, 19 februari 1876 – Parijs, 16 maart 1957) was een Roemeens-Frans beeldhouwer.

## Levensloop

### Jeugd
Brâncuși werd als boerenzoon op 19 februari 1876 geboren in Hobița Gorj, in de buurt van Târgu Jiu (Karpaten, Roemenië). Omstreeks 1930 realiseerde hij in deze plaats een monumentaal ensemble in de open lucht. Hij had een moeilijke jeugd. Zijn vader stierf toen hij nog maar negen jaar oud was, wat betekende dat het toch al arme gezin de schoolkosten van Constantin niet meer kon betalen. Op elfjarige leeftijd verliet hij het ouderlijk huis om rond te zwerven.
Hij aanvaardde de meest diverse karweien om ten slotte in Craiova aan te komen, waar hij een tijd in een herberg verbleef. Daar zette men hem aan het werk bij de vaat en andere karweien eigen aan een herberg. In 1894 ging hij in Craiova aan de slag bij een tonnenmaker, die hem hout leerde bewerken. Tezelfdertijd bezocht hij daar ook de School voor Toegepaste Kunst. Na twee jaar was hij het moe. Hij besloot zijn jeugd voort te zetten als vagebond. Door hier en daar klusjes op te knappen kwam hij aan de kost.

### Kunstenaarschap
Op 18-jarige leeftijd ging hij naar de School voor Kunst en Beroepen in Craiova. Daar leerde hij houtsculpturen maken. Zijn talent en artistieke kwaliteiten werden al vlug opgemerkt. Toen hij tweeëntwintig was, kon hij zich dankzij een studiebeurs inschrijven in de School voor Schone Kunsten (Boekarest), waar hij beeldhouwkunst studeerde. Zijn diploma behaalde hij op 24 september 1902. Zijn eerste werken waren: Laöcoon, Generaal Davila, Naakt (reliëf), De ontvilde.
Op 28-jarige leeftijd stelde hij vast dat er voor hem geen toekomst was in Roemenië. Hij wilde naar Parijs, het kunstcentrum van Europa. Wegens geldgebrek reisde hij te voet. Hij arriveerde via München, Rorschach, Zürich en Bazel in 1904 in Parijs en studeerde daar vanaf 1905 aan het beeldhouwkunstatelier van Antonin Mercié aan de École des Beaux Arts. Hij leerde in 1907 de beeldhouwer August Rodin kennen, die op dat moment al bekend was in binnen- en buitenland. Rodin was onder de indruk van de gipsen en bronzen beelden die Brâncuși tentoonstelde op de 17e Salon van de Société nationale des Beaux-Arts en Brâncuși werd zijn assistent. Na één maand besliste hij echter om niet meer met Rodin samen te werken. Hij wilde bewijzen dat hij zelf een groot kunstenaar was, en dacht dat hij dat niet kon zolang hij voor Rodin werkte. (Rien ne pousse à l'ombre d'un grand arbre) In die tijd maakte Brâncuși zijn eerste werk. Niet in marmer zoals Rodin maar in steen, een voor die tijd ongebruikelijk materiaal. Hij werkte hetzelfde thema uit als Rodin, namelijk Le baiser (De kus).
In 1909 ontmoette hij Amedeo Modigliani, met wie hij bevriend raakte en die onder zijn invloed begon te beeldhouwen. Hij bezocht ook regelmatig Henri Rousseau. In 1912 reisde hij met Fernand Léger en Marcel Duchamp naar de Verenigde Staten. Hij hoopte er op een roemrijk leven, maar het Amerikaanse publiek was gechoqueerd door zijn pure vormen. In 1913 begon hij met hout te werken. Dit had voor hem als ex-tonnenmaker een emotionele waarde. In dat jaar maakte hij ook Les colonnes sans fin. Het symboliseert het laatste oordeel maar tegelijk roept het iets oneindigs op.
In 1920 werd zijn beeldhouwwerk La Princesse X op de Salon des Indépendants verwijderd wegens obsceen en phallisch. In 1925 begon zijn eerste langere verblijf in de Verenigde Staten. In 1926 vond een grote overzichtstentoonstelling van Brâncuși plaats in New York. De Amerikaanse douane beschouwde zijn L'oiseau d'or echter niet als kunstwerk en beschuldigde hem van metaalsmokkel. In 1928 begon zijn tweede verblijf in de Verenigde Staten, naar aanleiding van het juridisch geschil met de Amerikaanse douane.
In 1955-56 stelde het Solomon R. Guggenheim Museum in New York 59 beeldhouwwerken, tien tekeningen en enkele gouaches tentoon.
Kort voor zijn dood op 16 maart 1957 werd Brâncuși genaturaliseerd tot Fransman. Hij stierf in zijn atelier, Impasse Ronsin, Parijs. Op 19 maart werd hij begraven op het kerkhof van Montparnasse.

## Zijn oeuvre

### Vormen
"In de kunst is eenvoud geen doel, maar men komt door het benaderen van de ware betekenis van de dingen, ondanks zichzelf, tot eenvoud." Dit typeert duidelijk de stijl die hij heel zijn leven zal blijven aanhouden. Hij probeert alle overtollige elementen te elimineren.
Brâncuși had niet alleen aandacht voor de natuur, maar ook voor de karakteristieke vormen van de Roemeense boerencultuur (de in geometrische vormen uitgevoerde zuilen en deurposten, de schroeven en balken van landelijke wijnpersen, handmolens en gegroefde molenstenen). Deze voorwerpen, die hij soms onveranderd gebruikte, zoals in sommige sokkels, zijn niet zijn enige inspiratiebron. De invloed van de Afrikaanse sculptuur en de gepolijste, regelmatige vormen van de machine hebben hem ook bekoord.
In wezen is Brâncuși een platonisch kunstenaar. Hij verfijnt dezelfde vormen, in een streven de volmaaktheid te bereiken. Zijn streven naar de essentie betekent dat hij zich niet tevreden stelt met de efemere, oppervlakkige verschijnselen die hem omringen.
Een tweede kenmerk van Brâncuși's kunst is het gevoel dat hij bezit voor zijn materialen, geërfd van de cultuur van zijn afkomst. In tegenstelling tot de op dat moment gangbare gewoonte om werklieden in dienst te nemen voor het snijden van het materiaal, werkt Brâncuși vanaf 1910 zelf met het materiaal.
Ook typisch is dat hij verschillende kunstwerken maakt waar hij ten slotte niet tevreden over is. Voor de sculptuur La muse endormie poseerde de barones Renée Frachon bijvoorbeeld drie jaar lang. Hij gebruikte ook fotografie om te streven naar absolute perfectie. Hiermee kon hij zijn beelden op speciale manieren, in hun spel van licht en schaduw en uit verschillende gezichtshoeken weergeven.

### Enkele beeldhouwwerken
- De koning - Adam - Eva - Mademoiselle Pogany, versies 1, 2, 3 - Tête d'enfant endormi (1908) - La muse endormie - Le nouveau-né (1915) - Le baiser - La sorcière
- De schildpad - L'oiseau dans l'espace (1928) - Colonne sans fin - La coupe - De zeeleeuw - Le poisson - Pinguins - Maiastra - Leda
- Le Chant du Coq - La négresse blanche (marmer) - La négresse blonde (brons) - Le commencement du monde (1924)
- Koning der koningen

### Le baiser
In het beeldhouwwerk Le baiser (De kus) komt het streven naar minimalisme duidelijk tot uiting. Brâncuși probeert de essentiële vormen van twee mensen uit te beelden, de intensiteit van de liefde, en daarbij zo veel mogelijk de oorspronkelijk kubusvorm van het materiaal te behouden. Hiermee bereikt hij het omgekeerde van wat beeldhouwers eeuwen nastreefden: in plaats van een vorm te scheppen waar bij nader inzien het materiaal in te herkennen is, schept hij een kunstwerk dat op het eerste gezicht een steen lijkt en de minimale eigenschappen van het uitgebeelde onderwerp toont.

### Ensemble
Een belangrijk monument ontwierp Brâncuși ter nagedachtenis van gesneuvelden in de Eerste Wereldoorlog in de slag tegen de Duitsers om de Jiu-rivier. Het is een parcours van typisch Brâncuși-achtige vormen geworden in de stad Târgu Jiu, 25 kilometer van zijn geboortedorp.
Eerst komt de bezoeker langs de Eindeloze kolom ("zo eindeloos als onze dankbaarheid") van 29 meter hoog, om via de Laan der helden onder de Poort van de kus (twee kussende monden met elkaar verweven) door te wandelen, en vervolgens uit te komen bij de Tafel van de stilte (een oeroude cirkelachtige vorm). Een antwoord van een mens op het onmetelijke, onbegrijpelijke dat hem omringt.

### Het ei
Het beroemdste werk van Brâncuși dat in Nederland te zien is, is Het begin van de wereld ook wel Het ei van Brâncuși genaamd: een bronzen sculptuur in de vorm van een ei, dat bij nader inzien volledig asymmetrisch blijkt te zijn. Volgens de kunstenaar stelt deze vorm de volmaakte schoonheid voor. Zowel in ruimtelijke als in overdrachtelijke zin, omdat al het leven uit een ei(cel) voortkomt. Deze gedachte wordt benadrukt door de sculptuur van een kinderhoofdje dat hij tegelijkertijd maakte, en dat samen met het ei tentoongesteld wordt.
Het kunstwerk behoort tot de vaste collectie van het Kröller-Müller Museum in het Nationaal Park De Hoge Veluwe. In dat museum staan nog meer van zijn werken.

## Zijn leerling
Isamu Noguchi (geboren in 1904), een Amerikaan van Japanse herkomst, was enige jaren in Parijs leerling van C. Brâncuși. Hij vond in zijn kunstwerken een verfijnde combinatie van het Japanse Wabi-ideaal (volkomen natuurlijkheid, een toestand die eigen is aan de dingen-in-de-wereld) en de projecten van de westerse moderne kunst.
- Bibsys: 90097323
- Biblioteca Nacional de España: XX900275
- Bibliothèque nationale de France: cb11893776f (data)
- Catàleg d'autoritats de noms i títols de Catalunya: 981058519884106706
- CiNii: DA02633620
- Gemeinsame Normdatei: 118673076
- International Standard Name Identifier: 0000 0001 0783 4751
- KulturNav: 06e09e50-03fc-4e32-b848-2d6b1f43c553
- Library of Congress Control Number: n79127902
- Nationale Bibliotheek van Letland: 000315169
- MusicBrainz: 2f8b6b8a-800f-46bd-afbb-d3ff6b6644cb
- Bibliotheek van het Japanse parlement: 00434169
- Nationale Bibliotheek van Tsjechië: jn20000700228
- Nationale bibliotheek van Australië: 36110840
- Nationale Bibliotheek van Israël: 987007282814005171
- Nationale Bibliotheek van Polen: a0000001186781
- Nederlandse Thesaurus van Auteursnamen: 068811500
- PIC: 9816
- RKD-Nederlands Instituut voor Kunstgeschiedenis: 12002
- LIBRIS: 178922
- SNAC: w6ww7swp
- Système universitaire de documentation: 027500411
- Trove: 1213968
- Union List of Artist Names: 500016157
- Virtual International Authority File: 71387926
- WorldCat: E39PBJrRkb8dBrxfkrCGGvkkXd